# Pallacanestro Broni 93 2016-2017
Questa voce raccoglie le informazioni riguardanti la Pallacanestro Broni 93 nelle competizioni ufficiali della stagione 2016-2017.

## Stagione
La stagione 2016-2017 della Pallacanestro Broni 93, sponsorizzata Techedge è la prima che disputa in Serie A1.

## Verdetti stagionali
Competizioni nazionali
- Serie A1:

stagione regolare: 10º posto su 12 squadre (6-16);
play-off: quarti di finale persi contro Lucca (0-2).
- Coppa Italia:

Secondo turno perso contro Venezia.

## Rosa
|    | Naz.                                        | Ruolo | Sportivo          | Anno | Alt. |  |        |
| -- | ------------------------------------------- | ----- | ----------------- | ---- | ---- |  | ------ |
| 3  | Stati Uniti (bandiera)                      | G     | Amber Stokes      | 1990 | 178  |  |        |
| 6  | Italia (bandiera)                           | G     | Siria Costa       | 1998 | 171  |  |        |
| 7  | Stati Uniti (bandiera) · Nigeria (bandiera) | C     | Ndidi Madu        | 1989 | 185  |  |        |
| 8  | Italia (bandiera)                           | G     | Enrica Pavia      | 1989 | 176  |  |        |
| 9  | Italia (bandiera)                           | PG    | Carlotta Crespi   | 1998 | 168  |  |        |
| 10 | Italia (bandiera)                           | A     | Carla Colombi     | 2000 | 175  |  |        |
| 12 | Estonia (bandiera)                          | C     | Maaja Bratka      | 1992 | 190  |  |        |
| 13 | Italia (bandiera)                           | C     | Gloria Strozzi    | 1999 | 175  |  |        |
| 14 | Italia (bandiera)                           | G     | Ashley Ravelli    | 1993 | 173  |  |        |
| 15 | Italia (bandiera)                           | A     | Arianna Zampieri  | 1988 | 183  |  | (cap.) |
| 16 | Italia (bandiera)                           | PG    | Ilaria Bonvecchio | 1994 | 175  |  |        |
| 17 | Italia (bandiera)                           | P     | Agnese Soli       | 1987 | 168  |  |        |
| 21 | Italia (bandiera)                           | P     | Francesca Zara    | 1976 | 178  |  | [ 2 ]  |
| 23 | Italia (bandiera)                           | PG    | Celeste Baldan    | 2000 | 170  |  |        |
| 33 | Italia (bandiera)                           | A     | Alice Richter     | 1991 | 184  |  |        |
| 40 | Italia (bandiera)                           | P     | Chiara Fusari     | 1998 | 170  |  |        |

## Mercato
Confermate la play Agnese Soli, la guardia Enrica Pavia, il pivot Maaja Bratka, il capitano Arianna Zampieri, la play-guardia Ilaria Bonvecchio e l'ala Alice Richter, la società ha effettuato i seguenti trasferimenti:

### Sessione estiva
| Acquisti | Acquisti       | Acquisti            | Acquisti            |
| R.       | Nome           | da                  | Modalità            |
| -------- | -------------- | ------------------- | ------------------- |
| G        | Amber Stokes   | Nottingham Wildcats | definitivo          |
| C        | Ndidi Madu     | Budućnost           | definitivo          |
| G        | Ashley Ravelli | R. Morris Colonials | definitivo          |
| PG       | Celeste Baldan | giovanili           | doppio tesseramento |
| A        | Carla Colombi  | giovanili           | doppio tesseramento |
| G        | Siria Costa    | giovanili           | doppio tesseramento |
| P        | Chiara Fusari  | giovanili           | doppio tesseramento |
| C        | Gloria Strozzi | giovanili           | doppio tesseramento |

| Cessioni | Cessioni          | Cessioni      | Cessioni       |
| R.       | Nome              | a             | Modalità       |
| -------- | ----------------- | ------------- | -------------- |
| G        | Arianna Landi     | Le Mura Lucca | fine contratto |
| G        | Virginia Galbiati | GEAS          | fine contratto |
| A        | Angela Dettori    | CUS Cagliari  | fine contratto |
| C        | Giulia Vanin      | CUS Cagliari  | fine contratto |
| G        | Sofia Savini      | -             | fine contratto |

### Sessione autunnale
| Acquisti | Acquisti       | Acquisti   | Acquisti   |
| R.       | Nome           | da         | Modalità   |
| -------- | -------------- | ---------- | ---------- |
| P        | Francesca Zara | svincolata | definitivo |

| Cessioni | Cessioni | Cessioni | Cessioni |
| R.       | Nome     | a        | Modalità |
| -------- | -------- | -------- | -------- |

## Risultati

### Campionato

#### Play-off

##### Ottavi di finale
| Arbitri: | Stefano Wassermann (Maniago) Salvatore Nuara (Genova) Chiara Corrias (Portogruaro) |

|           |          |          |
| Bratka 24 | Punti    | 22 Brown |
| Soli 5    | Assist   | 4 Moroni |
| Bratka 16 | Rimbalzi | 9 Brown  |

| Arbitri: | Gianluca Capotorto (Bari) Marco Vita (Ancona) Irene Frosolini (Grosseto) |

|                     |          |                       |
| Brown 18 Mallard 14 | Punti    | 12 Bratka 11 Zampieri |
| Mallard, Moroni 4   | Assist   |                       |
| Mallard 14          | Rimbalzi | 9 Stokes              |

##### Quarti di finale
| Arbitri: | Alessandro Costa (Livorno) Leonardo Solfanelli (Livorno) Chiara Vanzini (Milano) |

|               |          |           |
| Ngo Ndjock 16 | Punti    | 13 Stokes |
| Wojta 4       | Assist   | 3 Soli    |
| Ngo Ndjock 10 | Rimbalzi | 5 Bratka  |

| Arbitri: | Chiara Maschietto (Treviso) Luca Maffei (Udine) Damiano Capozziello (Brindisi) |

|           |          |                    |
| Bratka 13 | Punti    | 16 Harmon          |
| Stokes 3  | Assist   | 2 Crippa, Pedersen |
| Bratka 8  | Rimbalzi | 6 Pedersen         |

### Coppa Italia

#### Primo turno
| Arbitri: | Alex D'Amato (Roma) Paolo Lestingi (Ciampino) Giulia Sartori (Venezia) |

|           |          |           |
| Moroni 15 | Punti    | 18 Bratka |
| Mallard 8 | Rimbalzi | 8 Bratka  |

#### Secondo turno
| Arbitri: | Marco Rudellat (Nuoro) Christian Mottola (Milano) Michela Padovano (Corato) |

|                    |          |              |
| Walker 22          | Punti    | 11 Bratka    |
| Carangelo, Dotto 4 | Assist   | 3 Zara       |
| Růžičková 7        | Rimbalzi | 4 Bonvecchio |

## Statistiche

### Statistiche di squadra
| Competizione | Punti | In casa | In casa | In casa | In casa | In casa | In trasferta | In trasferta | In trasferta | In trasferta | In trasferta | Totale | Totale | Totale | Totale | Totale | Totale |
| Competizione | Punti | G       | V       | P       | Ptf     | Pts     | G            | V            | P            | Ptf          | Pts          | G      | V      | P      | Ptf    | Pts    | Diff.  |
| ------------ | ----- | ------- | ------- | ------- | ------- | ------- | ------------ | ------------ | ------------ | ------------ | ------------ | ------ | ------ | ------ | ------ | ------ | ------ |
| Serie A1     | 12    | 11      | 5       | 6       | 657     | 714     | 11           | 1            | 10           | 549          | 773          | 22     | 6      | 16     | 1206   | 1487   | -281   |
| Play-off     |       | 2       | 0       | 2       | 105     | 136     | 2            | 1            | 1            | 91           | 139          | 4      | 1      | 3      | 196    | 275    | -79    |
| Coppa Italia |       | -       | -       | -       | -       | -       | 2            | 1            | 1            | 105          | 125          | 2      | 1      | 1      | 105    | 125    | -20    |
| Totale       | 12    | 13      | 5       | 8       | 762     | 850     | 15           | 3            | 12           | 745          | 1037         | 28     | 8      | 20     | 1507   | 1887   | -380   |

### Andamento in campionato
| Giornata  | 1 | 2 | 3 | 4 | 5 | 6 | 7 | 8  | 9  | 10 | 11 | 12 | 13 | 14 | 15 | 16 | 17 | 18 | 19 | 20 | 21 | 22 |
| --------- | - | - | - | - | - | - | - | -- | -- | -- | -- | -- | -- | -- | -- | -- | -- | -- | -- | -- | -- | -- |
| Luogo     | C | T | C | T | C | C | T | T  | C  | T  | C  | T  | C  | T  | C  | T  | T  | C  | C  | T  | C  | T  |
| Risultato | V | P | V | P | P | P | P | P  | P  | P  | V  | P  | V  | P  | P  | P  | P  | V  | P  | P  | P  | V  |
| Posizione | 6 | 5 | 5 | 7 | 8 | 8 | 9 | 10 | 10 | 10 | 10 | 10 | 9  | 9  | 9  | 9  | 9  | 10 | 10 | 10 | 10 | 10 |

Legenda:

Luogo: C = Casa; T = Trasferta. Risultato: V = Vittoria; N = Pareggio; P = Sconfitta.

### Statistiche delle giocatrici
Campionato (stagione regolare e play-off) e Coppa Italia
| Giocatrice        | Partite | Partite | Partite | Pun | Min. | Falli | Falli | Tiri da 2 | Tiri da 2 | Tiri da 2 | Tiri da 3 | Tiri da 3 | Tiri da 3 | Tiri Liberi | Tiri Liberi | Tiri Liberi | Rimbalzi | Rimbalzi | Rimbalzi | Stopp. | Stopp. | Palle | Palle | Ass | Val. | Val.  | A+dP |
| Giocatrice        | Pr      | PG      | SF      | Pun | Min. | C     | S     | R         | T         | %         | R         | T         | %         | R           | T           | %           | O        | D        | T        | D      | S      | P     | R     | Ass | Lega | OER   | A+dP |
| ----------------- | ------- | ------- | ------- | --- | ---- | ----- | ----- | --------- | --------- | --------- | --------- | --------- | --------- | ----------- | ----------- | ----------- | -------- | -------- | -------- | ------ | ------ | ----- | ----- | --- | ---- | ----- | ---- |
| Amber Stokes      | 26      | 24      | 24      | 286 | 731  | 47    | 81    | 113       | 226       | 50,0      | 5         | 35        | 14,3      | 45          | 74          | 60,8        | 17       | 87       | 104      | 2      | 12     | 64    | 74    | 34  | 286  | 9,65  | 44   |
| Maaja Bratka      | 27      | 26      | 23      | 245 | 698  | 67    | 33    | 78        | 162       | 48,1      | 24        | 60        | 40,0      | 17          | 23          | 73,9        | 48       | 100      | 148      | 3      | 16     | 70    | 27    | 9   | 186  | 10,68 | -34  |
| Ndidi Madu        | 23      | 22      | 17      | 204 | 565  | 53    | 32    | 92        | 202       | 45,5      | 0         | 1         | 0,0       | 20          | 29          | 69,0        | 35       | 120      | 155      | 5      | 4      | 47    | 20    | 8   | 200  | 13,88 | -19  |
| Ashley Ravelli    | 28      | 28      | 22      | 201 | 820  | 61    | 30    | 29        | 97        | 29,9      | 44        | 139       | 31,7      | 11          | 17          | 64,7        | 5        | 40       | 45       |        | 6      | 62    | 26    | 16  | 20   | 6,51  | -20  |
| Arianna Zampieri  | 28      | 25      | 6       | 161 | 544  | 47    | 67    | 40        | 105       | 38,1      | 11        | 53        | 20,8      | 48          | 68          | 70,6        | 17       | 54       | 71       | 1      | 7      | 40    | 21    | 9   | 109  | 8,33  | -10  |
| Agnese Soli       | 28      | 28      | 28      | 133 | 863  | 54    | 63    | 24        | 78        | 30,8      | 19        | 62        | 30,6      | 28          | 40          | 70,0        | 16       | 76       | 92       |        | 8      | 89    | 59    | 78  | 165  | 3,64  | 48   |
| Alice Richter     | 28      | 27      | 12      | 124 | 577  | 71    | 35    | 37        | 123       | 30,1      | 11        | 45        | 24,4      | 17          | 25          | 68,0        | 22       | 60       | 82       | 2      | 8      | 52    | 25    | 19  | 28   | 5,52  | -8   |
| Ilaria Bonvecchio | 28      | 21      | 8       | 92  | 418  | 40    | 32    | 21        | 55        | 38,2      | 12        | 35        | 34,3      | 14          | 17          | 82,4        | 4        | 38       | 42       | 2      | 6      | 44    | 22    | 16  | 56   | 4,91  | -6   |
| Francesca Zara    | 11      | 11      |         | 46  | 233  | 12    | 14    | 11        | 29        | 37,9      | 5         | 14        | 35,7      | 9           | 14          | 64,3        | 2        | 14       | 16       |        |        | 31    | 8     | 22  | 31   | 11,37 | -1   |
| Chiara Fusari     | 28      | 15      |         | 11  | 124  | 9     | 5     | 2         | 6         | 33,3      | 2         | 16        | 12,5      | 1           | 4           | 25,0        | 2        | 7        | 9        | 1      |        | 10    | 4     | 1   | -9   | 0,05  | -5   |
| Siria Costa       | 21      | 4       |         | 2   | 11   | 1     | 1     |           |           |           | 0         | 1         | 0,0       | 2           | 2           | 100,0       |          | 1        | 1        |        |        | 1     |       |     | 1    | 4,76  | -1   |
| Enrica Pavia      | 19      | 2       |         | 2   | 27   | 3     | 5     | 0         | 4         | 0,0       | 0         | 2         | 0,0       | 2           | 2           | 100,0       |          | 5        | 5        |        |        | 1     | 2     | 1   | 5    | 0,02  | 2    |
| Celeste Baldan    | 9       | 6       |         |     | 10   |       |       | 0         | 2         | 0,0       |           |           |           |             |             |             |          | 1        | 1        | 1      |        | 2     |       |     | -2   | 0,00  | -2   |
| Gloria Strozzi    | 8       | 3       |         |     | 3    |       |       |           |           |           |           |           |           |             |             |             |          |          |          |        |        |       |       |     |      | 0,00  |      |
| Carla Colombi     | 8       | 1       |         |     | 1    |       |       |           |           |           |           |           |           |             |             |             |          |          |          |        |        |       |       |     |      | 0,00  |      |